# Half Moon Bay (Kalifornija)
Half Moon Bay je grad u američkoj saveznoj državi Kalifornija. Prema popisu stanovništva iz 2010. u njemu je živjelo 11.324 stanovnika.